# Bunge (Trommel)

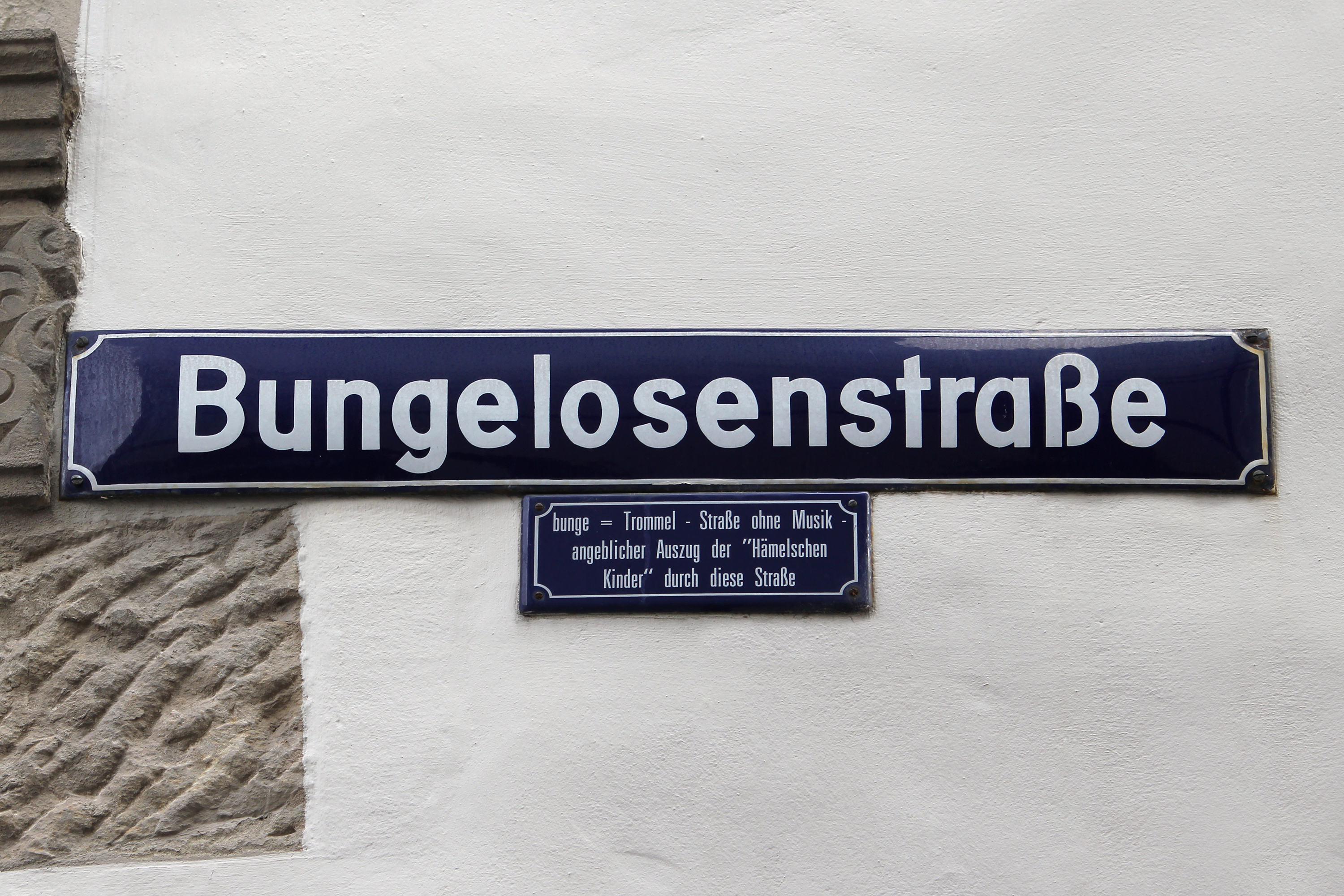
Bungelosenstraße in Hameln

Bunge ist ein mittelhochdeutsches Wort für Trommel.
Seit 1475 ist das Wort bunge in der Bungelosenstraße in Hameln festgehalten als Erinnerung an den Ort, an dem der Rattenfänger von Hameln mit den Hamelner Kindern die Stadt verlassen haben soll. Danach wurde das Musizieren in dieser Straße verboten, sie war also bungelos, „ohne Trommel“. Dieser einzigartige Straßenname ist Teil des Eintrags im Bundesweiten Verzeichnis des immateriellen Kulturerbes für die Rattenfängersage.
Mittelhochdeutsch bungen bedeutet, „die Trommel (Kesseltrommel) schlagen“. Im Siebenbürgisch-Sächsischen ist der Bungenschläger ein „Trommler“.